# Lantek
O Lantek é um sistema de CAD/CAM desenvolvido para automatizar e gerenciar a programação de máquinas de corte de chapas – oxicorte, plasma, laser, jato d'água, puncionadeira, guilhotina. 
O software, que possui rotinas de otimização de corte, possibilita a gestão de produção e processos via integração com o Sistema integrado de gestão empresarial (ERP) das empresas, além de trabalhar integrado com outros sistemas CAD populares no mercado. 
O software é desenvolvido pela empresa espanhola Lantek e ele é distribuído no Brasil pela SKA, empresa com sede em São Leopoldo (RS) e escritórios em Santa Catarina, Paraná, São Paulo, Minas Gerais e Rio de Janeiro.